# Nicholas Opoku
Nicholas Opoku (ur. 8 listopada 1997 w Kumasi) – ghański piłkarz grający na pozycji środkowego obrońcy. Od 2020 jest zawodnikiem klubu Amiens SC.

## Kariera klubowa
Swoją karierę piłkarską Opoku rozpoczął w klubie Berekum Chelsea FC. W 2016 roku zadebiutował w jego barwach w pierwszej lidze ghańskiej. Grał w nim do 2017 roku i wtedy też przeszedł do tunezyjskiego Club Africain. Swój debiut w nim zaliczył 9 września 2017 w przegranym 0:1 wyjazdowym meczu z JS Kairouan. W sezonie 2017/2018 wywalczył z nim wicemistrzostwo Tunezji oraz zdobył Puchar Tunezji.
W lipcu 2018 Opoku przeszedł za 1.5 miliona euro do Udinese Calcio. Swój debiut w Udinese zanotował 26 sierpnia 2018 w wygranym 1:0 domowym spotkaniu z Sampdorią.
W styczniu 2020 Opoku został wypożyczony do Amiens SC. Zadebiutował w nim 1 lutego 2020 w zremisowanym 0:0 domowym meczu z Toulouse FC. W sezonie 2019/2020 spadł z Amiens z Ligue 1 do Ligue 2. W sierpniu 2021 został wykupiony przez Amiens.
| Sezon   | Klub               | Kraj    | Rozgrywki      | Mecze | Bramki |
| ------- | ------------------ | ------- | -------------- | ----- | ------ |
| 2016    | Berekum Chelsea FC | Ghana   | Premier League | 19    | 1      |
| 2017    | Berekum Chelsea FC | Ghana   | Premier League | 19    | 1      |
| 2017/18 | Club Africain      | Tunezja | CLP-1          | 18    | 0      |
| 2018/19 | Udinese Calcio     | Włochy  | Serie A        | 12    | 0      |
| 2019/20 | Udinese Calcio     | Włochy  | Serie A        | 7     | 0      |
| 2019/20 | Amiens SC          | Francja | Ligue 1        | 7     | 0      |
| 2020/21 | Amiens SC          | Francja | Ligue 2        | 27    | 0      |
| 2021/22 | Amiens SC          | Francja | Ligue 2        | 8     | 0      |
| 2022/23 | Amiens SC          | Francja | Ligue 2        | 34    | 0      |

## Kariera reprezentacyjna
W reprezentacji Ghany Opoku zadebiutował 7 października 2017 w zremisowanym 0:0 meczu eliminacji do MŚ 2018 z Ugandą, rozegranym w Kampali. W 2024 roku powołano go do kadry na Puchar Narodów Afryki 2023. Nie rozegrał w nim żadnego meczu.